# Niklas Bröms
Niklas Bröms, född 25 mars 1986, är en svensk tidigare hockeyspelare. Hans karriär började på allvar när han spelade med Leksand i Allsvenskan. Han spelade 2008–2010 i  Sundsvall Hockey i Allsvenskan. Bröms har också spelat i Nyköpings Hockey och fyra säsonger i Stjernen Hockey i Fredrikstad i Norge.